# 鮑氏囊

腎臟腎單位由腎小球至鮑氏囊(棕色大箭頭往上方向)之濾過裂隙的過濾作用示意圖：
(A).腎小球的內皮細胞(The endothelial cells of the glomerulus)：
1.膜孔(fenestra)
(B).腎小球基底膜：
1.内層板(lamina rara interna)
2.致密層(lamina densa)
3.外層板(lamina rara externa)
(C).足細胞：
1.酵素及結構蛋白(enzymatic and structural protein)
2.濾過裂隙
3.膈膜(diaphragma/裂隙隔膜)

鮑氏囊 （Bowman's capsule、或），又稱腎小囊，是哺乳動物腎臟中的一個"杯狀囊"的構造，位於腎元管狀的前段。血液流入腎小球時，會在此處進行初步的過濾。濾液會流入鮑氏囊的空腔，之後濾液經過近曲小管、遠曲小管進行再吸收和廢物排泄，而形成尿液。

## 解剖學
鮑氏囊外有兩個「極」：
- 血管極（Vascular pole）：為入球小動脈和出球小動脈（英语：efferent arteriole）一側。
- 尿極（urinary pole）：為與近曲小管（英语：proximal convoluted tubule）相接的一側。

囊內可分層下列數層，由外至內：
- 壁層(parietal layer)：為單層扁平上皮，此層沒有參與過濾作用。

- 鮑氏囊腔（Bowman's space）：又稱尿腔（urinary space），或是囊腔（urinary space），位於壁層及臟層之間，為過濾作用後，濾液進入的位置。[1]
- 臟層（Visceral layer） ：為一層鋪在腎小球基底膜上的足細胞。臟層下即是腎小球微血管

- 過濾屏障：過濾屏障包含以下數層：
  - 腎小球微血管的通透性內皮
  - 基底層和足細胞內皮細胞的融合層
  - 足細胞的濾過裂隙（filtration slits）

這層屏障允許水、離子，和血流中小分子進入到鮑氏囊腔中，並阻止大型陰電性的蛋白質進入（如白蛋白）。過濾屏障的基底層由三層組成：第一層是外層板（lamina rara externa），緊鄰著足細胞的足突；第二層是內層板（lamina rara interna），緊鄰著內皮細胞；第三層是致密層（lamina densa），為基底層較深色的一層，由梁狀的第IV型膠原蛋白和選擇大型分子的層黏連蛋白（laminin）所構成。
|  | A - 腎小體 B - 近曲小管 C - 遠曲小管 D - 腎小球旁器 1. 基底膜（基底層） 2. 鮑氏囊 - 壁層 3. 鮑氏囊 - 臟層 3a. 足細胞或有時被稱為鮑氏細胞 3b. 足梗(來自足細胞的足突) 4. 鮑氏囊腔（尿腔） 5a. 繫膜 - 腎小球內系膜細胞 5b. 繫膜 - 腎小球外系膜细胞 6. 顆粒細胞（腎小球旁細胞） 7. 致密斑 8. 肌細胞（平滑肌z） 9. 入球小動脈 10. 腎小球毛細血管 11. 出球小動脈 |

## 臨床意義
如果要測量腎功能，可以測量腎小球過濾速率（GFR）。如果GFR過低有可能是腎衰竭的症狀。
有的疾病會影響腎小球的功能。例如急性增生性腎絲球體腎炎、膜增生性腎小球腎炎、系膜增生性腎小球腎炎、急性新月體腎炎（acute crescentic glomerulonephritis）、局灶節段性腎小球腎炎，和糖尿病性腎小球硬化。

## 生理學
鮑氏囊所進行的過濾超濾作用（Ultrafiltration），正常速率為每分鐘125毫升，一天約可過濾80倍全身的血容量。低於30,000道爾頓的蛋白質通常可自由通過鮑氏囊膜，但陰電性的分子通常會被足細胞所帶的負電所阻擋。
水、葡萄糖、食鹽、胺基酸和尿素可自由進出鮑氏囊膜，但細胞、血小板、和大型蛋白質則無法通過。
因此，進入鮑氏囊的濾液跟血漿的成分十分相似，並進入到近曲小管。

## 命名
鮑氏囊是以發現者，英國外科醫生和解剖學家威廉·鮑曼爵士（1816年-1892年）的姓氏命名

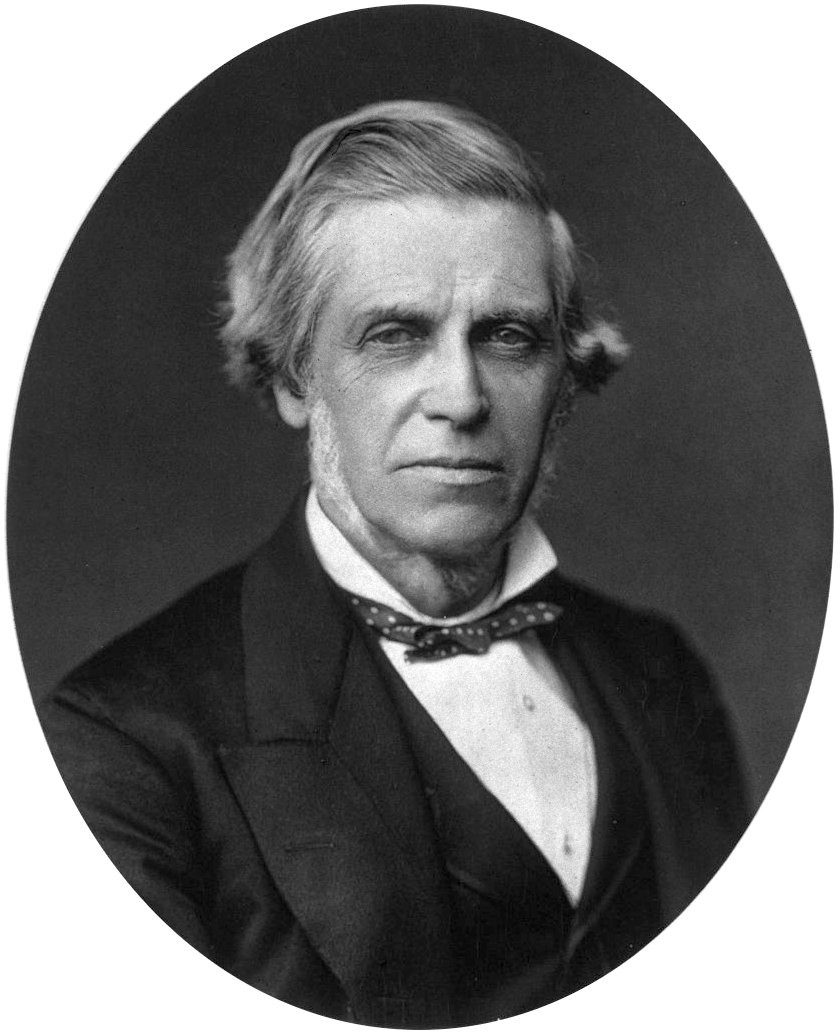
威廉·鮑曼爵士

## 附加圖片

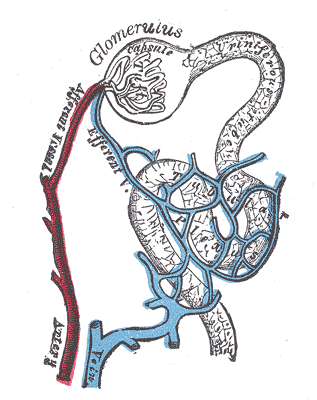
血管在腎臟皮質中的分流示意圖
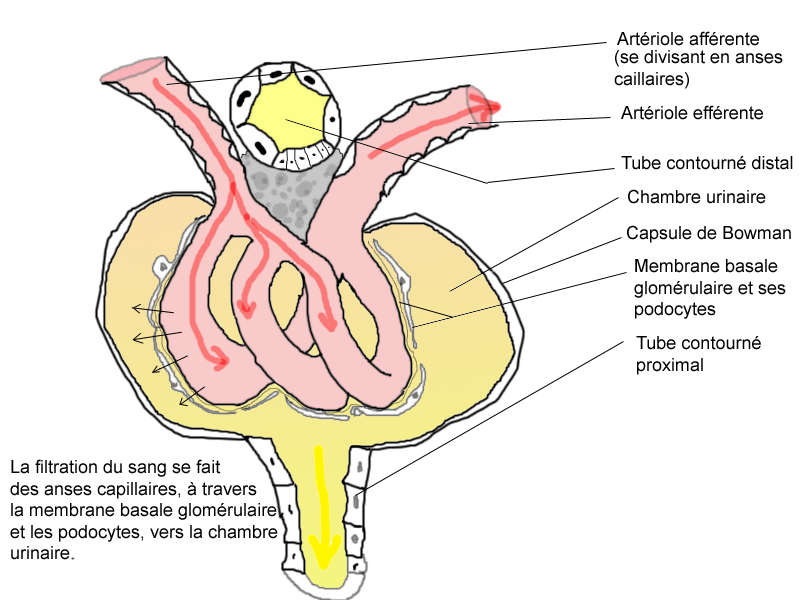
腎小球

## 外部連結
- Histology image: 16006loa – 波士顿大学的组织学学习系统
- Diagram at ircc.edu